# Cuc (Tarn)
Cuc (en francès Cuq) és un municipi francès situat al departament del Tarn i a la regió d'Occitània.

## Demografia
| 1962                                       | 1968 | 1975 | 1982 | 1990 | 1999 | 2007 |
| ------------------------------------------ | ---- | ---- | ---- | ---- | ---- | ---- |
| 271                                        | 322  | 325  | 386  | 414  | 436  | 469  |
| Des de 1962: població sense dobles comptes |      |      |      |      |      |      |

## Administració
| Període   | Identitat        | Partit |
| --------- | ---------------- | ------ |
| 2001-2008 | Lucette Ségur    |        |
| 2008-     | Jean-Claude Prat |        |